# Decreto del 8 de marzo de 1910
El Decreto del 8 de marzo de 1910 fue un real decreto en España que autorizó por igual la matrícula de alumnos y alumnas, permitiendo acceder a ambos sexos a la Enseñanza Superior en igualdad de condiciones. Este decreto se formuló poco después de que Emilia Pardo Bazán fuera nombrada consejera de Instrucción Pública por José Canalejas.
Poco después de que las primeras mujeres se atrevieran a ir a la universidad, les prohibieron la entrada hasta esta orden emitida el 8 de marzo de 1910.
Las pioneras de finales el siglo XIX comenzaron a ir a la Universidad aprovechando el vacío legal que existía. No estaba prohibido, al principio, porque simplemente nadie había contemplado la posibilidad de que una mujer quisiera estudiar y, mucho menos, que lo necesitara para ser una buena madre y esposa. A pesar de que en la segunda década del siglo XXI seis de cada diez titulados universitarios en España son mujeres, apenas el 15% de los catedráticos tienen nombre femenino y tan solo hay 11 rectoras en las 77 universidades españolas. Esta efeméride coincide con los 100 años de celebración del Día Internacional de la Mujer.